# Tribulation
Tribulation (ook bekend onder de naam Apocalypse III: Tribulation) is een Amerikaanse christelijke actie- en sciencefictionfilm uit 2000, uitgebracht door Cloud Ten Pictures. De titel Tribulation is het Engelse woord voor Grote Verdrukking. De film speelt zich af in de eindtijd. 

## Verhaal
Tom Camboro is een politieagent, die een christelijke zus heeft: Eileen, een broer: Calvin, een echtgenote: Susan en een zwager: Jason. Op een avond werd Jason plotseling helemaal wild en probeerde hij Eileen te vermoorden, omdat ze een Hater (zoals christenen in deze film worden genoemd) zou zijn. Tom komt erachter dat het een complot is van een duivelse macht en haast zich in zijn auto om hulp te bieden, maar krijgt vervolgens een ongeluk. Als hij wakker wordt in het ziekenhuis, blijken velen het merkteken Getal van het Beest (666) te dragen en mensen die dat geweigerd hebben, zijn gedood. Ook de opname van de gemeente heeft al plaatsgevonden. De "Haters" proberen de wereld ervan te overtuigen dat Franco Macalousso de antichrist is en niet de Messias, zoals hijzelf beweert te zijn. Echter hun leider: Helen Hannah wordt gearresteerd. Zij probeerde met geheime tv-uitzendingen het evangelie te verkondigen in haar strijd tegen One Nation Earth (O.N.E.) van Macalousso. Aan het eind van de film lijkt erop, dat Helen Hannah gedood is onder de guillotine. 

## Rolverdeling
| Acteur            | Personage         |
| ----------------- | ----------------- |
| Leigh Lewis       | Helen Hannah      |
| Nick Mancuso      | Franco Macalousso |
| David Roddis      | Len Parker        |
| Patrick Gallagher | Jake Goss         |
| Gary Busey        | Tom Canboro       |
| Howie Mandel      | Jason Quincy      |